# Feuerfalle

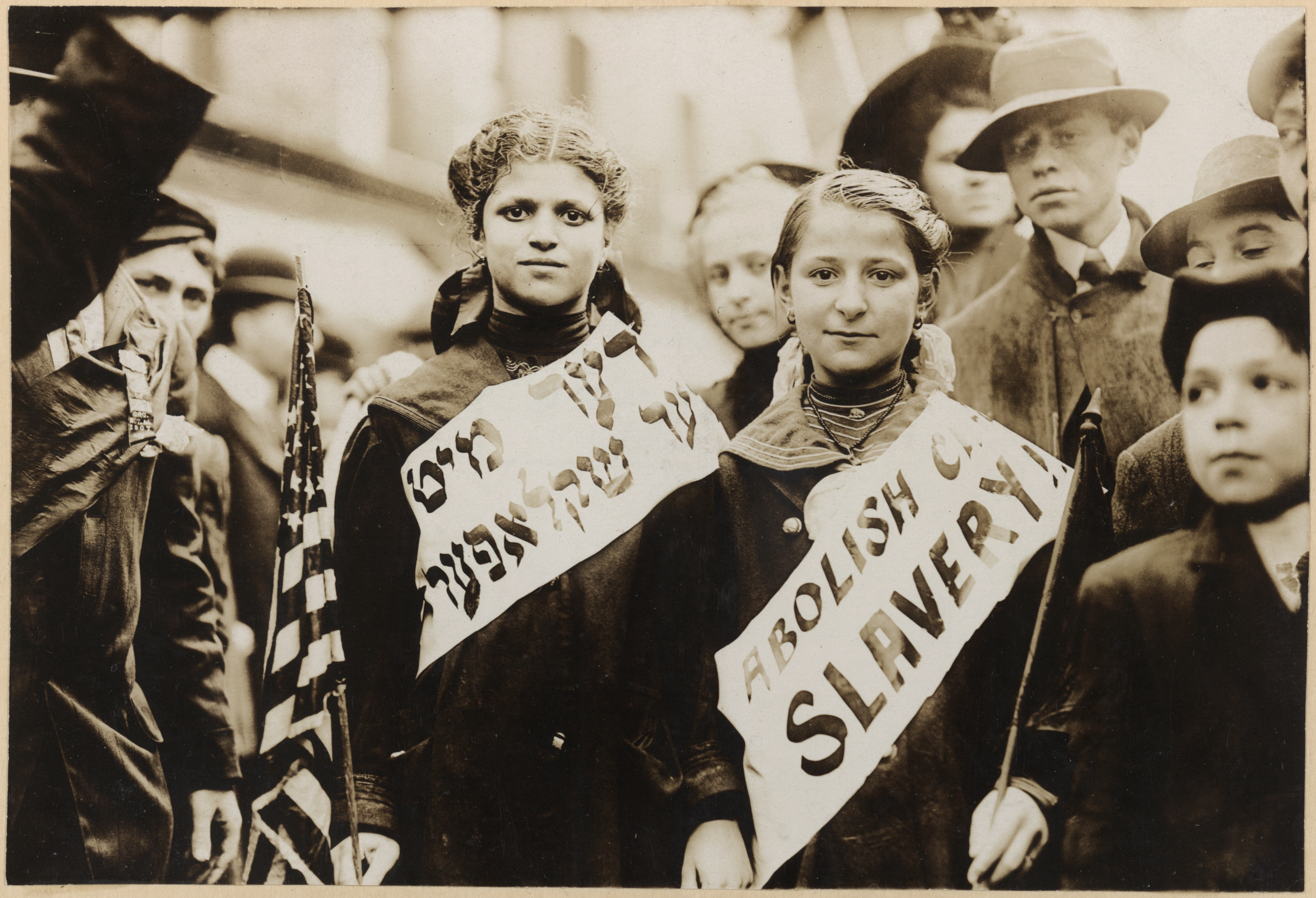
Zwei junge Frauen mit Spruchbändern in Englisch „ABOLISH CH[ILD] SLAVERY!!“ und Jiddisch („(ני)דער מיט (קינד)ער שקלאפער(ײ)“, „Nider mit Kinder Schklawerii“), (dt. „Nieder mit der Kindersklaverei“), vermutlich während der Parade zum 1. Mai 1909 in New York City

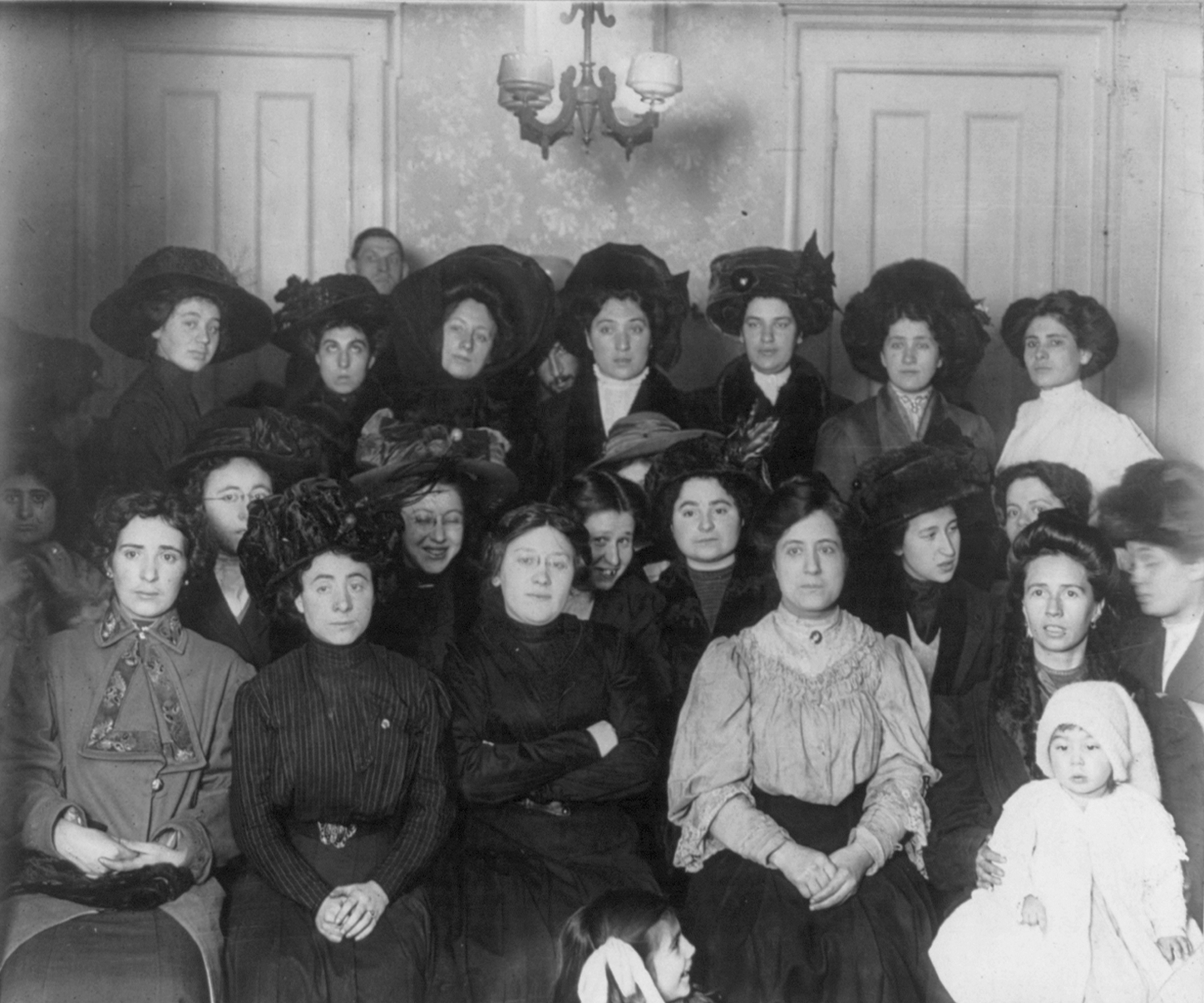
International Ladies' Garment Workers' Union

Feuerfalle ist sowohl ein Katastrophenfilm als auch ein Drama aus dem Jahr 1978. Er beschreibt das Leben von vier jungen Migrantinnen. Das Drehbuch basiert auf der tatsächlichen Brandkatastrophe in der Triangle Shirtwaist Factory am 25. März 1911 in New York, bei der 146 Personen, meist Mädchen und junge Frauen, ums Leben kamen. Damals arbeiteten auf drei Etagen etwa 500 Personen in der Triangle-Hemdenfabrik, die in einer 56-Stunden-Woche 9 Dollar verdienten. Die Erstaufführung des Filmes erfolgte in Deutschland am 7. Mai 1983 im ZDF.
Der Brand stärkte die International Ladies' Garment Workers' Union, eine internationale Vereinigung der Arbeiterinnen und Näherinnen. Weiterhin wurden daraufhin Arbeitsschutzbestimmungen eingeführt.

## Handlung

### Sonja Levin
Sonja Levin (Lauren Frost) kommt mit ihren Eltern und ihrem Bruder aus Polen, um in den USA ihr Glück zu finden. Die junge Frau ist zwischen zwei Welten hin- und hergerissen, zwischen der orthodoxen jüdischen Kultur und der modernen Welt. So geht sie zwar am Freitagabend in den Tempel, verlässt diesen jedoch unter einem Vorwand vorzeitig, um tanzen zu gehen. Dort wird Sonja jedoch von ihrer Familie entdeckt, wobei sie von ihrem Vater (Milton Selzer) vor allen Leuten eine Ohrfeige erhält. Sonja und ihr Vater streiten sich danach, aber am nächsten Morgen bittet die junge Frau ihren Vater um Verzeihung. Ihr Vater meint, dass das Leben der Juden in Polen noch das einer Familie war. Im Gegensatz dazu würde in den USA jeder sein eigenes Leben leben. Er fragt seine Tochter, was aus den Menschen hier werden soll. Daraufhin antwortet ihm seine Tochter: „Wir können träumen. Wir können der Mensch sein, der wir sein wollen!“ Der Vater lächelt darauf und meint: „Ja, wenn man jung ist.“
Bei der Brandkatastrophe muss Sonja erleben, wie vor ihren Augen ihre beste Freundin Florence (Tovah Feldshuh) zu Tode kommt. Sie selbst kann aber dem Feuer entkommen. Als sie zuhause ankommt, löst das Erscheinen der Totgeglaubten Angst und Schrecken aus. Nach einer Schrecksekunde, in der Sonjas Mutter vollkommen erstarrt ist, begreift sie, dass ihre Tochter noch lebt, und schließt sie zusammen mit der ganzen Familie weinend in ihre Arme. Zum Gedenken an ihre verstorbene Freundin erwirbt Sonja am Ende einen viel zu teuren Hut, den eigentlich Florence hatte kaufen wollen, um sich einen Millionär zu angeln. Als sie zusammen mit den Überlebenden der Brandkatastrophe zur Osterparade flaniert und dabei den prächtigen Hut trägt, erzählt sie ihren Freundinnen von den Lebensweisheiten ihrer verstorbenen Freundin Florence: „Wenn Du mit einem Mann tanzt, brauchst Du nichts anderes zu tun als zu lächeln.“

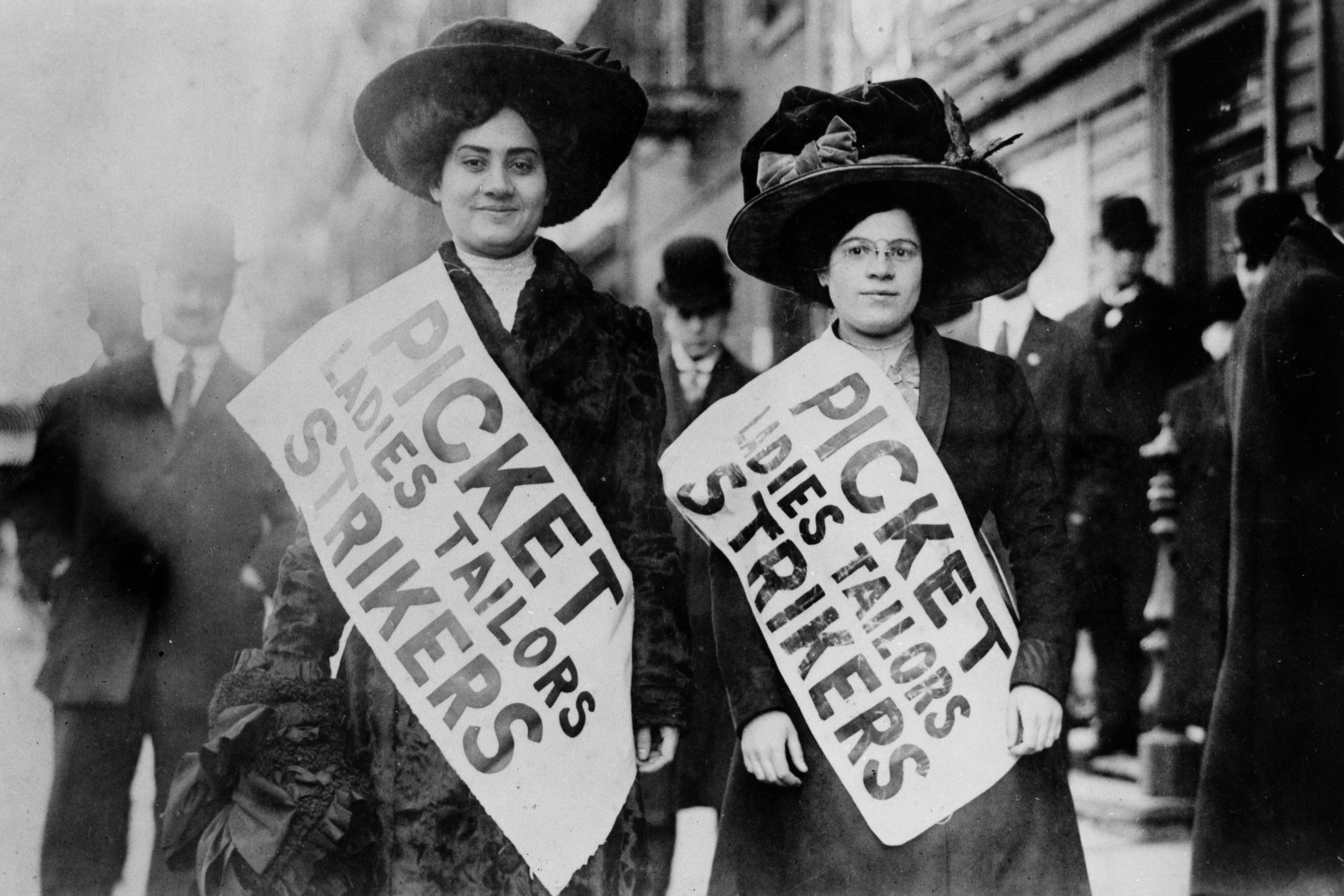
International Ladies' Garment Workers' Union

### Florence Golden
Florence Golden arbeitet auch in der Hemdenfabrik und träumt davon, einen Millionär zu heiraten. Dazu möchte sie einen Hut kaufen, der sehr teuer ist. Als Florence und Sonja zur Verlobungsfeier von Connie und Vinnie eingeladen werden, meint Sonja, dass sie nicht zur Verlobungsfeier kommen könne, weil der Shabbat angefangen habe und sie in den Tempel müsse. Ihre Ängste schildert sie wie folgt: „Vater bringt mich um, wenn ich zu spät in den Tempel komme!“ Daraufhin entgegnet ihr Florence mit Humor und meint: „Dann bringt er dich eben um. Aber hinterher kommst Du zur Party!“ Sonja folgt der Aufforderung ihrer Freundin und schleicht sich aus dem Tempel heraus. Sie geht zur Party und tanzt dort mit ihrer Freundin. Beim Tanzen gesteht sie Florence, dass sie nicht wisse, was sie beim Tanzen einem Mann sagen solle. Dabei lernt sie eine Lebensweisheit von Florence. Diese meint, dass eine Frau beim Tanzen nichts reden brauche, sondern nur „lächeln, einfach nur lächeln“ solle. Beim Brand verlässt Florence nicht wie beabsichtigt das Fabrikgebäude, weil sie noch ihren Mantel holen muss. Als Sonja Florence sucht, entdeckt sie ihre Freundin auf einem Tisch, wobei Florence mit dem Rücken zu einer großen Fensterscheibe steht. Wegen des Rauchs kann sie nichts sehen und ist vollkommen hysterisch und schreit: „Ich kann nicht raus!“ Sonja steht am Tisch und ruft zu ihrer Freundin: „Spring doch vom Tisch runter! Hierher! Hierher!! Hierher!!!“ Florence ist aber blind vom Rauch und dreht sich weg. Dabei durchbricht sie die Scheibe und stürzt herunter.

### Connie Roselli
Connie Roselli kommt aus einer italienischen Familie und ist mit Vinnie (Ted Wass) verlobt, der wegen seiner Promiskuität bekannt ist. Bei der Katastrophe sucht Vinnie seine Verlobte, weil er nur mit ihr gemeinsam das Gebäude verlassen möchte. Als er sie endlich findet, küsst er seine Verlobte. Connie fürchtet, dass sie umkommt, und steckt Vinnie sicherheitshalber ihren Verlobungsring mit den Worten „wenn mir aber was zustößt – nimm ihn“ an den Finger und küsst ihn dabei. Wenige Sekunden später wird Vinnie vor den Augen seiner Verlobten durch einen explodierenden Ofen tödlich verletzt.
Connie verbleibt geschockt im brennenden Fabrikgebäude und erlebt, wie ein junger Mann (Scott Mulhern) junge Frauen dazu überredet, sich in den Tod zu stürzen. Er vergleicht dabei den Sturz mit einem „Sprung in ein Becken mit kaltem Wasser“. Nachdem sich die Frauen heruntergestürzt haben, winkt er Connie herbei und meint, dass sie nun drankäme. Connie entgegnet ihm, das Selbstmord eine Todsünde sei, und vergleicht das Flammeninferno mit dem Fegefeuer, das sie ertragen müsse. Darauf stürzt sich der Mann selbst aus dem Fenster. Endlich erreichen Feuerwehrleute den brennenden Raum und Connie wird von einem Feuerwehrmann aus dem brennenden Gebäude herausgetragen. Als sie unten angelangt ist, sucht sie nach den sterblichen Überresten ihres Verlobten und erkennt die verbrannte Leiche an dem Verlobungsring wieder.
Wegen ihrer schmutzigen Kleidung wird Connie bei ihrer Ankunft im italienischen Stadtviertel von den jungen Männern als Hure bezeichnet, während Connies' Vater (Jerome Guardino) glaubt, dass diese vergewaltigt worden sei. Erst als diese ihm weinend um den Hals fällt und ihm von der Tragödie erzählt, wird er sich der Katastrophe bewusst, der seine Tochter knapp entkommen konnte.

### Rose Edler
Rose Edler arbeitet als eine der beiden Vorarbeiterinnen in der Hemdenfabrik Triangle und sucht seit längerer Zeit einen Ehemann. Dazu besucht sie abends die Heiratsvermittlerin Bessie (Charlotte Rae), wo auch die Vollwaise Freida (Lin Shaye) zu finden ist, die auch einen Ehemann sucht. Bessie macht Rose mit Mo Pincus (Larry Gelman), einem wohlhabenden Unternehmer bekannt. Rose jedoch liebt Lou Ribin (David Dukes) einen Arbeitskollegen aus der Hemdenfabrik. Sie kann sich aber eine Zukunft mit ihm nicht vorstellen. So sagt sie: „Ich suche noch jemanden, der nicht mit dem Kopf in den Wolken schwebt“! Während sie möchte, dass er als selbstständiger Schneider arbeitet, ist Lou überzeugter Gewerkschafter und möchte weiter in der Hemdenfabrik arbeiten. Dort setzt er sich für die 38-jährige Arbeitskollegin Selma (Constance Pfeifer) ein, die nicht mehr die geforderte Quote schafft. Er rettet sie, indem er an alle Arbeitskollegen appelliert: „Wer spendet hier eines für Selma. Viele von euch waren noch gar nicht geboren, als sie hier angefangen hat“ ! Nachdem die erforderlichen Teile gespendet wurden, meint er abschließend: „Nur in der Einigkeit liegt Stärke“! Bei dem Brand wird Lou Ribin am Rücken schwerverletzt und kann sich nicht mehr bewegen. Rose eilt zu Lou und versucht ihm zu helfen. Lou schiebt Rose von sich weg und meint : „Rose, Du kannst noch durchkommen. Geh sofort“ ! Sie antwortet darauf energisch: „Nein“ ! Er wiederholt seine Bitte „Rose, ich bitte Dich, Du musst sofort hier raus“ ! Aber Rose meint: „Nein“ ! Ein letztes Mal fleht er sie an: „Rose, bitte geh“ ! Rose meint weinend: „Nein mein Liebster, ohne Dich geh ich nicht weg“ ! Statt ihr eigenes Leben durch Flucht aus dem Feuer zu retten, verbleibt Rose bei ihrem Geliebten im Flammenmeer. Beide tragen das Schma Jisrael vor und sterben gemeinsam in den Flammen.

### Andere Figuren
Gina selbst arbeitet auch in der Hemdenfabrik Triangle und kennt sich weder in dem Land noch in der Sprache aus. Deswegen besucht sie abends die Sprachschule der New Yorker Universität, wo sie gemeinsam mit den anderen Schülern wie Mr. Himmelfarb (Wil Albert) und Mrs. Goldstein (Naomi Stevens) vom Sprachlehrer (Sean Roche) unterrichtet wird. Aber auch der Sprachlehrer versucht von seinen Schülern zu lernen und fragt seine Schülerin Mrs. Goldstein: „Wie kommt es, dass Juden, wenn sie eine Frage beantworten, sie das immer mit einer Frage tun“? Daraufhin antwortet ihm lächelnd Mrs. Goldstein: „Wieso denn nicht“ ?
Noch kurz vor der Brandkatastrophe wird Gina (Stacey Nelkin) von Connies Verlobtem verführt, der ihr viele Komplimente macht. So nennt er sie „Die Königin von Palermo“ und „Eine Madonna, die arbeitet“. Bei der Brandkatastrophe stürzt auch Gina sich aus dem Fenster, wird jedoch von den Feuerwehrleuten mit einem Sprungtuch aufgefangen.

## Kritik
„Der Film versucht, Spannungselemente mit einem sozialen Anliegen und historischer Rekonstruktion zu verbinden; streckenweise sehr gefühlsbetont, aber dicht in der Milieuzeichnung, schauspielerisch fesselnd.“